# Bakonytamási
Bakonytamási è un comune dell'Ungheria di 699 abitanti (dati 2001). È situato nella contea di Veszprém.